# Асен Гълъбинов
Асен Андреев Гълъбинов е български състезател и треньор по волейбол.
Женен за Полина Йорданова Филипова с 2 деца – Йордан и Андрей.

## Биография

### Състезател
- 1979 – 1990: включен в националния отбор на България:
  - 1979: участник в Европейското първенство във Франция
  - 1981: участник в Европейското първенство във Варна, България
  - 1982: участник в световното първенство в Аржентина (5-о място)
  - 1983: участник в Европейското първенство в Берлин, Германия
  - 1984: участник в Световната купа първенство в Осака, Япония (награда за „най-добър сервис“)
  - 1984: участник в олимпийски турнир в Барселона, Испания (1-во място)
  - 1986: Бронзов медалист на Световното първенство в Париж, Франция
  - 1987: участник в Европейското първенство в Белгия
  - 1989: участник в Европейското първенство в Швеция
  - 1990: участник в Световното първенство в Бразилия (5-о място)
- 1985 – 1990: професионален волейболен играч в Италия
- 1990 – 1991: състезател в Herentals, Белгия
- 1991 – 1992: играе за „Макаби“, Тел Авив, Израел
- 1993 – 1995: играе за Омония Кипър
- 1995 – 1996: играе за „Анортозис“, Кипър – носител на Националната купа, Суперкупата и шампион на Кипър

Състезател на „Бенфика“, Португалия, носител на Националната купа

### Треньор
- 1992 – 1993: треньор на Delta Lloyd, Нидерландия
- 1993 – 1995: треньор в „Омония“, Кипър
- 1997 – 1998: старши треньор в „Anortosis“, Кипър – носител на Националната купа
- 2002: старши треньор на българския национален отбор:
  - класиране на Световното първенство в Аржентина
  - 2-ро място в турнир в Чехия
  - 1-во място в Международния турнир „Купа на София“
- 2003: спортен директор и главен треньор на „Марек Юнион Ивкони“, България
- 2004: старши треньор на „Омония“, Кипър